# Adolph Beuhne
Ernst Adolph Beuhne (* 15. Januar 1863 in Oberlößnitz bei Dresden; † 28. März 1940 in Hamburg; auch E. Adolf Beuhne) war ein deutscher Maler und Innenarchitekt.

## Leben und Wirken
Seit dem 15. Lebensjahr besuchte Adolph Beuhne die Königliche Kunstgewerbeschule in seiner Geburtsstadt. Insbesondere Max Rade und Jean Pape lehrten dort einen neoklassizistischen Stil. 1883 bestand Beuhne das Examen als Zeichenlehrer. Anschließend erstellte er Zeichenentwürfe und lehrte in Frankfurt am Main, gefolgt von Köln und Karlsruhe. 1887 ging er nach Kopenhagen. In der dänischen Hauptstadt übernahm Beuhne die Leitung der Entwurfsabteilung des Möbelherstellers C. B. Hansen, der seinerzeit Marktführer war und entwickelte seinen Stil weiter. Er erstellte mittelalterlich nordische Ornamente, die Bandschlingen und Tierköpfe enthielten, nahm jedoch auch Elemente des aufkommenden Jugendstils und der Art Nouveau auf. Beuhne hatte diese Stelle zehn Jahre lang inne.
1897 berief die Kunstgewerbeschule Hamburg Beuhne zum Dozenten für Möbelentwürfe. Als erster Nicht-Hamburger an der Institution sollte er das Spektrum der Schule verbreitern. 1900 erhielt Beuhne den Titel eines Oberlehrers und wurde 1909 zum Professor ernannt. Der neue Direktor der Hochschule, Richard Meyer, holte ab 1905 mehrere neue Lehrkräfte aus Süddeutschland und Österreich nach Hamburg. Es handelte sich um erfolgreiche Künstler, die moderne Stilrichtungen vertraten und an der Kunstgewerbeschule Führungsansprüche äußerten. Beuhnes herausgehobene Stellung verlor dadurch an Bedeutung. Er wurde nur wenig wahrgenommen und beteiligte sich auch nicht an den lange andauernden Rivalitäten zwischen den norddeutschen Künstlern und den neu hinzugekommenen Lehrkräften.
Beuhne unterrichtete die Fachklasse Raumkunst und erstellte Entwürfe für hoch angesehene Möbelhersteller aus Hamburg, die zum Teil in den Leipziger „Kunstgewerbe-Blättern“ abgebildet wurden. Zudem gab er wahlfreie Kurse in Aquarellmalerei. Beuhne unterrichtete bis 1929 an der Kunstgewerbeschule. Seine Nachfolge übernahm der Architekt Karl Schneider. Adolph Beuhne wohnte bis zu seinem Tod 1940 in Hamburg-Hamm.

## Werke
Beuhne erstellte zahlreiche Aquarelle, die hauptsächlich Motive aus Hamburg zeigen und aufgrund der differenzierten Farbgestaltung regelmäßig positiv in der Presse erwähnt wurden. Das Museum für Kunst und Gewerbe widmete dem Künstler erstmals 1902 eine Ausstellung und wiederholte dies bis 1929 vier Mal. Sowohl das Museum für Hamburgische Geschichte als auch renommierte Privatgalerien zeigten zu dieser Zeit die Gemälde auf Sonderausstellungen.
Das Museum für Hamburgische Geschichte zeigte 1966 eine Auswahl aus mehreren hundert Gemälden, die eine in München lebende Tochter Beuhnes dem Museum ein Jahr zuvor geschenkt hatte. Auch einige Werke, die das Museum 1914 gekauft hatten, wurden gezeigt. Eine letzte, kleinere Ausstellung fand 1980 im Bergedorfer Schloss statt.
Beuhnes Wirken als Innenarchitekt wurde zu Lebzeiten dagegen nur wenig rezipiert.